# СОАНтехнічна печера
СОАНтехнічна, Новосибірська печера (рос. СОАНтехническая, Новосибирская) — печера на Семінському хребті, на Алтаї, Республіка Алтай, Росія. Печера комплексного (горизонтально-вертикального) типу простягання. Загальна протяжність — 1925 м. Глибина печери — 215 м, амплітуда висот — 215 м. Категорія складності проходження ходів печери —3А. Печера відноситься до Західноалтайської області Алтайської провінції Алтай-Саянської спелеологічної країни. Кадастровий номер 5143/8538-3.